# Gabriela Ņikitina
Gabriela Ņikitina (Riga, 2 juni 1994) is een zwemster uit Letland. Ze kwalificeerde zich voor de Olympische Zomerspelen van 2012, waar ze een wildcard voor deelname aan de 50 meter vrije slag kreeg, waarin ze als negenendertigste eindigde.  
- Nationale Bibliotheek van Letland: 000300570